# Liste des Humble Bundle
 (juillet 2018).
Les Humble Bundle sont une série de ventes, initialement de jeux vidéo, puis étendue à d'autres œuvres numériques, où l'acheteur fixe le montant qu'il souhaite payer. Ces opérations sont gérées par l'entreprise éponyme.
Au cours du temps, plusieurs formats de ventes ont été développés : le format Humble Bundle original, les ventes hebdomadaires, les ventes d'ebooks, de jeux mobiles et le magasin Humble, disponible à tout moment, contrairement aux autres opérations.

## Historique des éditionsHumble Bundle

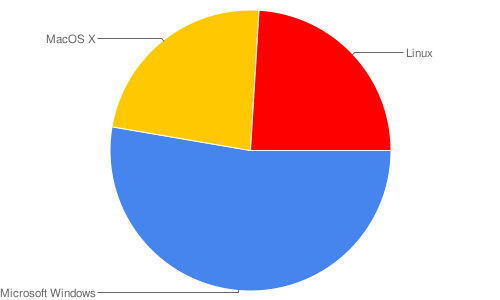
Répartition des ventes de la première édition par systèmes d'exploitation

### Première édition
Initié par Jeff Rosen de Wolfire Games, le premier Humble Indie Bundle s'est déroulé du 4 mai 2010 au 11 mai 2010 et proposait les jeux World of Goo (2D Boy), Aquaria (Bit Blot), Gish (Edmund McMillen), Lugaru (Wolfire Games) et Penumbra: Overture (Frictional Games), rejoints par Samorost 2 (Amanita Design) les jours suivants. Le total des ventes a atteint près de 1 274 000 $, répartis entre près de 140 000 contributeurs. Wolfire note la contribution plus importante des utilisateurs de Gnu/Linux. Pour célébrer le million, quatre des jeux ont vu leur code libéré sous GPLv2.

### Deuxième édition
La seconde édition a pris place sur le même principe du 14 décembre 2010 au 25 décembre 2010, proposant Braid (Jonathan Blow), Machinarium (Amanita Design), Osmos (Hemisphere Games), Cortex Command (Data Realms) et Revenge of the Titans (Puppy Games). Le 22 décembre, les jeux de la première édition sont inclus en supplément dans la seconde. Le 23 décembre est annoncée la libération du code du jeu Revenge of the Titans dans le cas où les ventes dépasseraient les 1,75 million de $. Cette somme est atteinte le 25 décembre, conduisant à la diffusion du code source sous une licence personnalisée inspirée de la licence BSD. Finalement, le total des ventes s'élève à plus de 1 820 000 $, répartis entre plus de 230 000 contributeurs.

### Troisième édition
La troisième édition s'est déroulée du 26 juillet 2011 au 9 août 2011 et a proposé les jeux And Yet It Moves (Broken Rules), Cogs (Lazy 8 Studios), Crayon Physics Deluxe (Kloonigames), Hammerfight (Konstantin Koshutin) et VVVVVV (Terry Cavanagh).
Le 29 juillet 2011 un code permettant de jouer gratuitement à Minecraft jusqu'au 14 août 2011 est offert à tous les acheteurs du bundle. Le 1er août 2011 le jeu Steel Storm: Burning Retribution (Kot in Action Creative Artel) est ajouté à la sélection. Le 5 août 2011 c'est au tour de Atom Zombie Smasher (Blendo Games) d'être intégré à la sélection. Le 3 août 2011 sont ajoutés les cinq jeux de la seconde édition, dans le cas d'un don supérieur à la moyenne des paiements.
Alors que le cap des 500 000 $ est atteint en 17 heures, le million sera atteint le 2 août 2011, soit une semaine après le lancement de l'opération, et les deux millions le 9 août 2011. Au total, l'opération aura réuni plus de 2 160 000 $ et plus de 372 000 contributeurs, dépassant ainsi les précédentes éditions en termes d'argent récolté, de contributeurs et de jeux inclus.

### Quatrième édition
La quatrième édition s'est déroulée du 13 décembre 2011 au 27 décembre 2011 et a proposé les jeux Super Meat Boy (Team Meat), Bit.Trip Runner (Gaijin Games), Shank (Klei Entertainment), NightSky (Nicalis) et Jamestown (Final Form Games). De plus, deux jeux supplémentaires sont accordés aux personnes ayant payé plus de la moyenne : Cave Story+ (Nicalis et Pixel) et Gratuitous Space Battles (Positech Games).
De plus, les bandes originales sonores de tous les jeux ont été rajoutées à l'offre le 16 décembre, ainsi que les cinq jeux de la troisième édition le 20 décembre.
24 heures après son lancement, le bundle avait déjà atteint près de 300 000 ventes avec plus de 1 500 000 $ récoltés. Finalement, le bundle a rapporté 2 373 287,56 $ avec 435 250 ventes.

### Cinquième édition
La cinquième édition, The Humble Indie Bundle V, s'est déroulée du 31 mai 2012 au 14 juin 2012. Elle inclut Amnesia: The Dark Descent, Limbo, Psychonauts, Superbrothers: Sword and Sworcery EP et leurs musiques respectives. Les personnes ayant payé au-dessus de la moyenne reçoivent également Bastion et sa bande son. À ce dernier sont venus s'ajouter Lone Survivor, Braid et Super Meat Boy le 7 juin 2012. Les sommes des ventes reviennent aux associations caritatives EFF et Child's Play.
En à peine 5 heures, le record de vente est dépassé avec plus d'un million de dollars récoltés. En 15 heures, ce sont 1,5 million de dollars qui sont récoltés, en 24 heures, ce sont deux millions de dollars, et en un peu plus d'une semaine, plus de quatre millions. À la fin de l'opération, plus de 5 millions de dollars ont été récoltés, avec près de 600 000 ventes.

### Sixième édition
La sixième édition s'est déroulée le 18 septembre 2012 jusqu'en octobre. Au lancement, elle inclut Rochard, Shatter, S.P.A.Z., Torchlight, Vessel ainsi que Dustforce pour ceux payant plus que la moyenne. Avec les bandes sonores de Rochard, Shatter, S.P.A.Z., Torchlight, Dustforce.

Le 25 septembre, quatre jeux et leurs bandes sonores sont ajoutés pour ceux ayant déjà acheté le bundle ou payant plus que la moyenne : Bit.Trip Runner, Gratuitous Space Battles, Jamestown et Wizorb. Finalement, 316 282 bundles ont été vendus pour un total de 2 048 785,07 $ et un prix moyen de 6,48 $.

### Septième édition
La septième édition a débuté le 20 décembre 2012. Elle contient initialement Snapshot (Retro Affect), The Binding of Isaac +  le DLC "Wrath of the Lamb" (Edmund McMillen et Florian Himsl), Closure (Eyebrow Interactive), Indie Game: The Movie (BlinkWorks Media), Shank 2 (Klei Entertainment). Les personnes payant plus que le prix moyen obtiennent en plus les jeux Dungeon Defenders + tous ses DLC (Trendy Entertainment) et Legend of Grimrock (Almost Human). Le 27 décembre 2012, plusieurs jeux ont été ajoutés : Offspring Fling (KPULV), Cave Story+ (Daisuke Amaya) ainsi que les jeux de The Basement Collection (Edmund McMillen). Finalement, 395 950 bundles ont été vendus pour un total de 2 651 056,43 $ et un prix moyen de 6,70 $.

### Huitième édition
La huitième édition a débuté le 28 mai 2013. Elle contient initialement Little Inferno, Capsized, Thomas Was Alone, Awesomenauts, Dear Esther et cinq bandes son.
Les personnes ayant payé plus que le prix moyen obtiennent en plus les jeux Proteus, Hotline Miami et cinq autres bandes son.
Le 4 juin 2013, quatre jeux supplémentaires et cinq nouvelles bandes son furent ajoutés à la liste des jeux, augmentant ainsi la totalité au nombre de 11 jeux et 10 bandes son.
Pour les personnes ayant effectué une donation avant le 4 juin 2013, le code précédemment obtenu pour accéder aux téléchargements permet d'avoir les nouveaux jeux sans avoir besoin de refaire une donation.
Les nouveaux jeux ajoutés sont Tiny & Big in Grandpa's Leftovers, English Country Tune, Intrusion 2, Oil Rush et cinq bandes son.
La Humble Indie Bundle 8 s'est terminé le 11 juin 2013. Il a été cumulé la somme de 2 629 428,97 $ et 448 759 bundles ont été vendus pour un prix moyen de 5,86 $.
La moyenne du prix moyen donné par les utilisateurs sont les suivants : Pour Windows on atteint la somme moyenne de 5,48 $, pour Mac le prix moyen est de 6,99 $ quant aux utilisateurs de Linux, la somme monte à 8,96 $.

### Neuvième édition
La neuvième édition a débuté le 12 septembre 2013, elle est consacrée à l'univers du jeu indépendant et contient initialement les jeux Trine 2: Complete Story, Mark of the Ninja, Eets Munchies (en version Bêta) et Brütal Legend. Les joueurs ayant payé plus que la moyenne de 4,59 $ recevront les jeux FTL: Faster Than Light, Fez, Rocketbirds: Hardboiled Chicken, A Virus Named Tom, Bastion et Limbo.

En plus des jeux, les acheteurs recevront par défaut les bandes sons de Trine 2 et de Brutal Legend et ceux ayant payé plus que la moyenne les bandes son de FTL: Faster Than Light, Fez, Rocketbird, A Virus Named Tom, Bastion et Limbo.
Finalement, 712 914 bundles ont été vendus pour un total de 3 449 366,47 $ et un prix moyen de 4,84 $.

### Dixième édition
La dixième édition a débuté le 7 janvier 2014. Elle contient au départ To the Moon, Joe Danger 2: The Movie, Papo and Yo et Bit.Trip Presents Runner 2. Les personnes ayant donné plus que la moyenne reçoivent les jeux Reus ainsi que Surgeon Simulator 2013. De même, les 1000 premières personnes qui payaient plus que 9,99 $ se voyaient offrir Starbound. Le 14 janvier, plusieurs jeux ont été ajoutés : Hoard, Strike Suit Zero et Toki Tori 2+, ainsi que les bandes sons de Strike Suit Zero et Toki Tori 2+.
Le Humble Indie Bundle X s'est terminé le 21 janvier 2014. Finalement, 493 856 bundles ont été vendus pour un total de 1 719 188,88 $ et un prix moyen de 5,20 $.

### Onzième édition
La onzième édition a été lancée le 18 février 2014 avec Guacamelee! Gold Edition, Dust: An Elysian Tail, Giana Sisters: Twisted Dreams, The Swapper de base, Antichamber et Monaco: What's Yours Is Mine en sus pour ceux payant plus que la moyenne. Le 25 sont ajoutés les jeux Fez, Starseed Pilgrim et Beatbuddy: Tale of the Guardians pour les utilisateurs payant plus que la moyenne. Finalement, 493 856 bundles ont été vendus pour un total de 2 323 960,80 $ et un prix moyen de 4,71 $.

### Douzième édition
La douzième a été lancée le 9 septembre 2014 avec SteamWorld Dig, Hammerwatch et Gunpoint de base, Papers, Please, Gone Home et Luftrausers en sus pour ceux payant plus que la moyenne. De plus, l'accès à la bêta anticipée de Prison Architect était offert pour ceux ayant payé plus de 10 $. Le 17 septembre, ont été rajoutés, The Bridge, Monaco: What's Yours Is Mine et Race the Sun pour ceux payant plus que la moyenne. À la clôture, le 23 septembre, 293 845 bundles ont été vendus pour un total de 2 307 405,29 $ et un prix moyen de 7,85 $.

### Treizième édition
La treizième édition a été lancée le 28 octobre 2014 avec OlliOlli, Insanely Twisted Shadow Planet et Tower of Guns de base, Amnesia: A Machine for Pigs, Jazzpunk et Risk of Rain pour ceux payant plus que la moyenne. De plus Shadowrun Returns était offert pour ceux ayant payé plus de 12 $. Le 4 novembre sont ajoutés les jeux The Novelist, Eldritch et Tales from Space: Mutant Blobs Attack pour ceux payant plus que la moyenne. Un pack collector contenant des posters, des cartes, un Sweat-shirt et une cassette audio avec la musique des jeux est également disponible pour ceux payant plus de 65 $. Durant la durée de l'offre, le jeu Teleglitch: Die More Edition est également offert gratuitement.
Finalement, 160 986 bundles ont été vendus pour un total de 1 204 118,95 $ et un prix moyen de 7,48 $.

### Quatorzième édition
La quatorzième édition a été lancée le 31 mars 2015. Elle est consacrée à l'univers du jeu vidéo indépendant et contient Pixel Piracy, UnEpic, Super Splatters de base, Outlast, Torchlight II et La Mulana pour ceux payant plus que la moyenne. De plus, Shadow Warrior Special Edition est disponible pour ceux payant plus de 10 $. Le 7 avril sont ajoutés les jeux 140, MirrorMoon EP et Contraption Maker pour ceux payant plus que la moyenne. Un pack collector contenant un T-shirt, un mouchoir et un écusson est également disponible pour ceux payant plus de 40 $.

## Éditions spéciales

### Humble Frozenbyte Bundle
Une édition spéciale baptisée « The Humble Frozenbyte Bundle », qui s'est déroulée pendant deux semaines en avril 2011, a proposé cinq jeux développés par le studio Frozenbyte, toujours selon le principe d'un prix libre proposé par l'acheteur : trois jeux complets (Trine, Shadowgrounds et Shadowgrounds Survivor), un jeu en cours de développement (Splot) et un jeu prototype dont le développement a été abandonné (Jack Claw, disponible seulement pour Windows). Cette opération a remporté plus de 900 000 $.

### Humble Frozen Synapse Bundle
La seconde édition spéciale, intitulée Humble Frozen Synapse Bundle, et en vente du 28 septembre 2011 au 12 octobre 2011, proposait le jeu Frozen Synapse (Mode 7 Games), tout en promouvant les mêmes deux œuvres de charités habituelles, et en offrant en plus les cinq jeux du Frozenbyte Bundle si le prix payé était supérieur à la moyenne. Par la suite, le 30 septembre 2011, le jeu Trauma (de Krystian Majewski) est ajouté au bundle. Enfin, le jeu SpaceChem (Zachtronics Industries) vient compléter l'offre le 5 octobre 2011.
La vente se termine avec au compteur plus de 231 800 bundles vendus, pour un total de plus de 1 115 500 $.

### The Humble Voxatron Debut
Le 31 octobre commence une nouvelle édition spéciale, vendant Voxatron (Lexaloffle Games) dans sa version alpha. Quelques jours plus tard, les jeux The Binding of Isaac (par Edmund McMillen et Florian Hims) et Blocks That Matter (Swing Swing Submarine) rejoignent le pack et sont disponibles pour les personnes donnant plus de la moyenne. Le jeudi 10 novembre 2011, quatre nouveaux jeux sont ajoutés à la sélection : Gish, Chocolate Castle, Zen Puzzle Garden, et Jasper's Journey.
Sur cette sélection, trois sont activables via une clé-CD sur le logiciel Steam : Blocks That Matter, The Binding of Isaac, et Gish.
Les ventes ont pris fin le 14 novembre avec plus de 172 200 bundles vendus pour un montant total de plus de 902 700 $.

### The Humble Introversion Bundle
Le 22 novembre 2011 débute une autre édition spéciale intitulée The Humble Introversion Bundle, qui propose le catalogue complet de la maison de production Introversion Software, c'est-à-dire les jeux Darwinia, Multiwinia, Defcon et Uplink. De plus, si le prix payé est supérieur à la moyenne, les jeux Crayon Physics Deluxe et Aquaria, proposés dans des versions précédentes du Humble Bundle, sont offerts. Enfin, deux prototypes techniques de démonstration (disponibles seulement pour Windows) sont ajoutés par Introversion à l'offre : Subversion City Generator et Voxel Tech Demo.
Par la suite, le jeu Dungeons of Dredmor est ajouté le 30 novembre 2011 pour ceux qui paient plus de la moyenne, et le code des 4 jeux de Introversion est rendu disponible, dans une licence spécifique non-libre.
La vente s'est terminée avec 190 261 bundles vendus pour la somme de 778 650,57 $ soit une moyenne de 4,09 $ par bundle.

### The Humble Bundle for Android
Une nouvelle édition spéciale commence le 29 janvier 2012 avec en nouveauté, comme le nom de l'édition l'annonce, des versions des jeux pour Android. Les jeux Edge, Osmos et Anomaly: Warzone Earth sont proposés, avec World of Goo pour les personnes donnant plus de la moyenne totale des achats effectués. Une partie des fonds est toujours versée à l'Electronic Frontier Foundation et Child's Play. Le 9 février, le jeu Toki Tori est ajouté dans la liste de jeux.

### The Humble Bundle Mojam
Lors d'un sondage réalisé par Mojang, il a été demandé quel style de jeu pourrait être développé prochainement pour un Humble Bundle. À la fin des résultats, il a été prévu un jeu de stratégie dans l'univers Steampunk. Cette fois-ci la particularité de cette Humble Bundle, c'est que le jeu est développé en direct grâce à une caméra vidéo qui retransmet le studio en train de travailler. Le nom du jeu est Catacomb Snatch. La société Oxeye Game Studio s'est elle aussi associée avec Mojang pour développer un jeu qui n'a pas encore été révélé (aucune vidéo n'est retransmise en live et le nom est lui aussi inconnu). (66h est le temps qui a été promis pour finir le développement du jeu).

### The Humble Bundle for Android 2
Le 19 mars 2012 a vu le lancement du nouveau Humble Bundle pour Android. Il est composé au démarrage de 5 jeux, dont 4 activables sur Steam (PC et Mac). Zen Bound 2, Cogs, Avadon: The Black Fortress, et Canabalt (exclusif sur Android). Le jeu Swords and Soldiers HD est offert aux joueurs qui paient plus que le prix moyen.

### Humble Botanicula Debut
Le 19 avril 2012, à l'occasion de la sortie de Botanicula, un nouveau bundle est lancé, réunissant trois précédents projets d'Amanita Design : Machinarium, Samorost 2 et le film Kuky se vrací de Jan Svěrák, ainsi que le jeu Windosill de Patrick Smith (Vectorpark).

### The Humble Music Bundle
Il est composé uniquement d'albums de musique et s'est déroulé du 26 juillet au 10 aout. Il est composé de plusieurs albums, plus ou moins en liens avec le jeu vidéo. Ainsi on y retrouve Calling All Dawns de Christopher Tin (dont plusieurs morceaux sont présents dans Civilization IV), un best-of de Jonathan Coulton dont les morceaux des génériques de fin de Portal et Portal 2, L'ost de Valkyria Chronicles, et encore d'autres. Divers bonus (extrait d'album, EP, partition) seront ajoutés à la moitié de la durée du bundle.

### The Humble Bundle for Android 3
Il est composé au démarrage de cinq jeux : Bit.Trip Beat, Fieldrunners, Spirits, SpaceChem et Uplink, auxquels sont venus s'ajouter les quatre jeux du premier Humble Bundle for Android : Edge, Osmos, Anomaly: Warzone Earth, et World of Goo.

### The Humble Bundle for Android 4
La quatrième édition spéciale pour Android a démarré le 9 novembre 2012 avec cinq jeux : Splice (Cipher Prime), Eufloria (Omni Systems), Waking Mars (Tiger Style), Crayon Physics Deluxe (Kloonigames) et Superbrothers: Sword and Sworcery EP (Superbrothers, Capi et Jim Guthrie).
Les joueurs qui payaient plus que le prix moyen obtenaient les jeux suivant : Machinarium (Amanita Design), Avadon: The Black Fortress (Spiderweb Software), Canabalt (Semi Secret Software), Cogs (Lazy 8 Studios), Swords and Soldiers HD (Ronimo Games et Two Tribes B.V.) et Zen Bound 2 (Secret Exit).

### The Humble THQ Bundle
Le 30 novembre 2012, pour la première fois le Humble Bundle était entièrement consacré à l'éditeur THQ. Il comprenait les jeux suivants : Darksiders (Vigil Games), Metro 2033 (4A Games), Red Faction: Armageddon (Volition), Company of Heroes, Company of Heroes: Opposing Fronts, Company of Heroes: Tales of Valor (Relic Entertainment). Ceux payant plus que le prix moyen recevaient également Saints Row: The Third (Volition). Les bandes-sons des jeux étaient aussi incluses dans le bundle.
Au cours de l'opération, les jeux Titan Quest (Iron Lore), Warhammer 40,000: Dawn of War (Relic Entertainment) et Red Faction: Armageddon - Path to war (Volition) ont été ajoutés pour ceux ayant payé plus que la moyenne.
Les jeux n'étaient disponibles que sur Steam via une clé produit. À la fin de l'opération, 885 290 bundles ont été vendus pour un total de 5 097 486,93 $ et un prix moyen de 5,76 $.

### The Humble Bundle Mojam 2
Le Humble Bundle Mojam 2 s'est déroulé du 20 février au 23 février 2013. Tout comme le précédent Humble Bundle Mojam, le but était de créer des jeux dans un laps de temps limité (72 heures pour le Humble Bundle Mojam 2). Les studios Mojang, Oxeye Game Studio, Wolfire Games, Vlambeer, Grapefrukt games et Ludosity ont participé à cet événement. Lors de ce challenge, neuf jeux ont été créés : Battle Frogs (Mojang), Endless Nuclear Kittens (Mojang), Nuclear Pizza War (Mojang), Nuke the Dinosaurs (Mojang), Daisy Moon (Oxeye Game Studio), Low-light (Wolfire Games), Wasteland Kings (Vlambeer), Tektonik (Grapefrukt games) et Space Hunk (Ludosity). Finalement, environ 510 000 $ ont été récoltés et 85 889 bundles vendus pour un montant moyen de 5,99 $.

### The Humble Mobile Bundle
Le 26 mars 2013 a été lancé le Humble Mobile Bundle, bundle de jeux compatible uniquement avec Android (pas de versions iOS, Windows, Linux ou Mac). Le bundle contenait les jeux suivant (ainsi que leurs bandes-son) : Contre Jour (Chillingo), Anomaly Korea (11 bit studios), Plants vs. Zombies (Popcap) et Bladeslinger (Kerosene Games). En payant plus que le prix moyen, les joueurs obtenaient aussi les jeux suivant (ainsi que leurs bandes-son) : Metal Slug 3 (SNK) et The Room (Fireproof Games).

### The Humble Nindie Bundle
Le 26 mai 2015, Humble Bundle et Nintendo s'associent pour lancer le Humble Nindie Bundle proposant huit jeux indépendants pour les consoles Wii U et Nintendo 3DS américaines. Les jeux suivants font partie du forfait offert : Guacamelee!, The Fall, Woah Dave!, Steamworld Dig, Stealth Inc 2, Mighty Switch Force!, OlliOlli et Moon Chronicles. Les acheteurs choisissent aussi de verser une partie du prix payé pour ce forfait à l'organisation Code.org, une organisation à but non lucratif permettant aux jeunes de se familiariser avec la programmation informatique. Il s'agit du premier Humble Bundle comprenant des versions de jeux de consoles.

## Éditions hebdomadaires
Le principe de ces éditions est de proposer un jeu chaque mardi. La première édition hebdomadaire a vu le jour le mardi 19 mars 2013.

### Humble Weekly Sale: Bastion(19 mars 2013)
Durant la semaine du 19 mars 2013, le jeu proposé est Bastion. Il avait déjà été mis à disposition des joueurs ayant payé plus que la moyenne dans la cinquième édition du Humble Bundle. Dans cette édition, pour un paiement minimum d'un dollar, les joueurs obtiennent une version GNU/Linux, OS X et Windows du jeu, ainsi qu'une clef Steam.
En payant plus que la moyenne, des bonus sont aussi disponibles (bande son aux formats MP3 et FLAC, un pack d'artworks, les partitions ainsi que des sonneries pour Android et iPhone). En payant 25 $ et plus, les joueurs ont le droit à des produits physiques liés au jeu (un bandana Bastion, le CD de la bande son, une carte postale Bastion et une carte postale de Transistor, le jeu de Supergiant Games).

### Humble Weekly Sale: THQ(26 mars 2013)
Le 26 mars 2013 a été lancé la seconde édition du Humble Weekly Sale. Pour un minimum de 1 $, le contenu suivant était débloqué : Darksiders (+ la bande-son du jeu) et Red Faction: Armageddon (+ la bande-son du jeu et le DLC Path to War). En payant plus que le prix moyen, les joueurs obtenaient l'intégralité du bundle c'est-à-dire le contenu précédemment cité ainsi que Darksiders II (+ la bande-son du jeu) et Red Faction: Guerrilla.
Ce pack ne concerne que le système d'exploitation Windows.